# アントワーヌ・ヴァロア＝フォルティエ
アントワーヌ・ヴァロア＝フォルティエ（Antoine Valois-Fortier 1990年3月13日- ）は、カナダのケベック州ケベック・シティー出身の柔道選手。階級は81kg級。身長190cm。

## 人物
柔道は5歳の時に始めた。2011年の世界選手権では2回戦でドイツのオーレ・ビショフの前に敗れた。2012年のパンナム選手権では2位となった。ロンドンオリンピックでは無名選手ながら初戦で北京五輪73㎏級王者のエルヌル・ママドリ、2回戦で地元イギリス期待のイアン・バートン、3回戦で世界選手権銀メダリストのスルジャン・ムルバリエビッチといった強敵を立て続けに破る活躍を見せ、準々決勝でロシアのイワン・ニフォントフに敗れたが、その後の敗者復活戦を勝ち上がると3位決定戦でアメリカのトラヴィス・スティーブンスを破って銅メダルを獲得した。2014年の世界選手権では決勝でグルジアのアブタンディル・チリキシビリに敗れるも2位になった。2015年の世界選手権では準決勝でフランスのロイク・ピエトリの前に敗れ3位だった。2016年のリオデジャネイロオリンピックでは初戦で2014年の世界王者のロイク・ピエトリを破るも、準々決勝でロシアのハサン・ハルムルザエフに敗れると、敗者復活戦では世界チャンピオンの永瀬貴規に敗れて7位にとどまった。2018年からパンナム選手権を2連覇した。2019年には地元カナダで初開催となったIJFワールド柔道ツアーのグランプリ・モントリオール決勝で永瀬に内股で敗れて2位だった。東京で開催された世界選手権では準々決勝で敗れるも、その後の敗者復活戦を勝ち上がって3位になった。2021年7月に日本武道館で開催された東京オリンピックでは2回戦で敗れた。11月には現役引退を表明した。今後はカナダナショナルチームのコーチに就任することになった。

## 主な戦績
- 2010年 - ワールドカップ・マルガリータ島　3位
- 2010年 - ワールドカップ・サンサルバドル　3位
- 2010年 - ワールドカップ・アピア　3位
- 2011年 - パンナム選手権　3位
- 2011年 - グランドスラム・リオデジャネイロ　5位
- 2011年 - ワールドカップ・マルガリータ島　2位
- 2011年 - パンアメリカン競技大会　3位
- 2011年 - ワールドカップ・アピア　2位
- 2012年 - ワールドカップ・オーバーヴァルト　2位
- 2012年 - パンナム選手権　2位
- 2012年 -　ロンドンオリンピック　3位
- 2013年 - パンナム選手権　2位
- 2014年 - グランドスラム・バクー　3位
- 2014年 - パンナム選手権　2位
- 2014年 - 世界選手権　2位
- 2014年 - グランドスラム・アブダビ　2位
- 2014年 - グランドスラム・東京　5位
- 2015年 - パンナム選手権　3位
- 2015年 - グランプリ・ウランバートル　優勝
- 2015年 - グランドスラム・チュメニ 2位
- 2015年 - 世界選手権 3位
- 2016年 - パンナム選手権　優勝
- 2016年 - リオデジャネイロオリンピック 7位
- 2017年 -　グランプリ・フフホト　優勝
- 2017年　- アジアオープン・台北　優勝
- 2018年 - ヨーロッパオープン・ソフィア　2位
- 2018年 - パンナム選手権　優勝
- 2019年 - グランプリ・トビリシ　3位
- 2019年 - グランプリ・アンタルヤ　3位
- 2019年 - パンナム選手権　優勝
- 2019年 - グランプリ・モントリオール　2位
- 2019年 - グランプリ・ザグレブ　2位
- 2019年 - 世界選手権　3位
- 2020年 -　グランドスラム・パリ　3位
- 2020年 -　グランドスラム・ブダペスト　2位

(出典、JudoInside.com)。

## 関連記事
- カナダにおける柔道

### 動画
- 2012年オリンピック81kg以下級銅メダル決定戦：アントワーヌ・ヴァロア＝フォルティエ対トラヴィス・スティーブンス （英語） (YouTube動画、IOCにより公開）